# ACE OF SPADES
ACE OF SPADES（エース・オブ・スペーズ）は、日本のロックバンド。2012年限定のコラボレーション企画として結成したが、その後も不定期に活動。

## 概要
2005年のコラボレーションGLAY×EXILEをきっかけにEXILEのHIRO、GLAYのHISASHI、TAKUROが企画し結成に至る。
バンド名は、モーターヘッドの曲「Ace of Spades」に由来する。「切り札」という意味もある。
コンセプトはトランプのカード4枚で、スペードのエース、クラブのキング、ハートのクイーン、ジョーカー。これは、hideによるX JAPANの曲「Joker」に影響されている。

## 略歴
2012年4月、スペードのマークがEXILEとGLAYの公式サイトにアップされたが、詳細は明かされずにいた。また、トヨタ「WISH」のCMが放送開始となり、デビュー曲となる「WILD TRIBE」がCMソングに起用されていたが、詳細は明かされずにいた。
同年4月14日の『EXILE TRIBE LIVE TOUR 2012 TOWER OF WISH』初日にティーザーが公開となり、メンバーが明らかになった。7月1日のツアー最終日北海道公演に出演し、バンド初披露となった。8月22日にシングル「WILD TRIBE」を発売、9月19日にLIQUIDROOMでプレミアムライブを開催し、リミテッド・プロジェクトとしての活動を終えた。
これ以降も不定期に活動。『LUNATIC FEST. 2018』への出演をきっかけにアルバムの制作に取り掛かり、2019年に初の単独ツアーを開催した。

## メンバー
- HISASHI（GLAY、rally） - ギター、リーダー
- TAKAHIRO（EXILE） - ボーカル
- TOKIE（RIZE、AJICO、 LOSALIOS、unkie） - ベース
- MOTOKATSU MIYAGAMI（THE MAD CAPSULE MARKETS、rally） - ドラム

## 作品
順位はオリコン週間ランキングの最高位

### シングル
1. WILD TRIBE（2012年8月22日） - 3位

### コラボレーションシングル
- TIME FLIES（2016年10月12日） - ACE OF SPADES×PKCZ® feat. 登坂広臣 名義

### アルバム
1. 4REAL（2019年2月20日） - 4位

### 参加作品
| 発売日        | 曲名    | 収録作品                                                   |
| ------------- | ------- | ---------------------------------------------------------- |
| 2016年6月15日 | SIN     | V.A.『HiGH&LOW ORIGINAL BEST ALBUM』                       |
| 2016年6月15日 | Louder  | V.A.『HiGH&LOW ORIGINAL BEST ALBUM』                       |
| 2020年6月24日 | 哀 戦士 | V.A.『機動戦士ガンダム 40th Anniversary Album 〜BEYOND〜』 |

### 映像作品
1. ACE OF SPADES 1st. TOUR 2019 "4REAL" -Legendary night-（2019年7月10日）

## タイアップ
| 曲名             | タイアップ                                                         |
| ---------------- | ------------------------------------------------------------------ |
| WILD TRIBE       | TOYOTA「WISH」CMソング                                             |
| 誓い             | エイチ・アイ・エス「法人団体編」CMソング                           |
| Just Like Heaven | NTTコミュニケーションズ「050 plus」CMソング                        |
| SIN              | 日本テレビ系ドラマ『HiGH&LOW〜THE STORY OF S.W.O.R.D.〜』劇中歌    |
| Louder           | 日本テレビ系ドラマ『HiGH&LOW〜THE STORY OF S.W.O.R.D.〜』劇中歌    |
| TIME FLIES       | 映画『HiGH&LOW THE RED RAIN』主題歌                                |
| Vampire          | テレビ朝日『お願い!ランキング』2019年3月度エンディングテーマソング |

## ライブ

### 単独
- ACE OF SPADES 1st. TOUR 2019 "4REAL"[8]
  - 2月26日：愛知・Zepp Nagoya
  - 3月08日：福岡・Zepp Fukuoka
  - 3月11日、3月12日：東京・Zepp DiverCity (TOKYO)
  - 3月19日、3月20日：大阪・Zepp Osaka Bayside
  - 3月23日：北海道・Zepp Sapporo

### 合同
- HiGH&LOW THE LIVE（2016年7月22日 - 10月3日）[9]